# Actephila nitidula
Actephila nitidula är en emblikaväxtart som beskrevs av François Gagnepain. Actephila nitidula ingår i släktet Actephila och familjen emblikaväxter. Inga underarter finns listade i Catalogue of Life.